# Paternoster (cognome)
Paternoster è un cognome di lingua italiana.

## Varianti
Padrenostro, Paternostri, Paternostro.

## Origine e diffusione
Cognome tipicamente trentino, è presente anche in Basilicata.
Potrebbe derivare dal nome medioevale Paternoster.
In Italia conta circa 625 presenze.
La variante Paternostro è palermitana e cosentina; Paternostri è un errore di trascrizione del precedente; Padrenostro è praticamente unico.

## Persone
- Letizia Paternoster (1999) – pistard e ciclista su strada italiana
- Paola Paternoster (1935-2018) – discobola, giavellottista, pesista e multiplista italiana
- Paolo Paternoster (1969) – politico italiano